# Mesostenus corsicus
Mesostenus corsicus är en stekelart som först beskrevs av Szepligeti 1916.  Mesostenus corsicus ingår i släktet Mesostenus och familjen brokparasitsteklar. Inga underarter finns listade i Catalogue of Life.